# Adenanthera mantaroa
Adenanthera mantaroa är en ärtväxtart som beskrevs av Villiers. Adenanthera mantaroa ingår i släktet Adenanthera och familjen ärtväxter. Inga underarter finns listade i Catalogue of Life.